# Relaciones peligrosas
A Relaciones Peligrosas (Veszedelmes Viszonyok) 2012-es amerikai spanyol nyelvű telenovella a Telemundo-tól. Főszereplői: Sandra Echeverría, Gabriel Coronel, Ana Layevska, Gonzalo García Vivanco és Maritza Bustamante. A sorozat az Egyesült Államokban nagyon gyenge nézettséggel futott, de más országokban nagyon jól teljesített. Ez a telenovella a spanyol Física o Química feldolgozása. A sorozat 2012. január 24-én került adásba 22:00 órai kezdettel a Telemundo-n. Magyarországon még nem került adásba.

## Történet
|  | Alább a cselekmény részletei következnek! |

A modern és merész története elején, Miranda Cruz (Sandra Echeverría) fiatal tanárként megkezdi karrierjét egy kéttannyelvű gimnáziumban, ahol a tinédzserek között gyakoriak a kiemelt konfliktushelyzetek. Ebben a világban, ami tele van rejtett igazságokkal, hátrányos megkülönböztetéssel, rasszizmussal és megannyi rémálommal, itt lobban lángra Miranda szíve is, méghozzá az egyik fiatalkorú tanítványa, Mauricio (Gabriel Coronel) irányában…
|  | Itt a vége a cselekmény részletezésének! |

## Szereplők

### Főszereplők
- Sandra Echeverría – Miranda Beatriz Cruz „tanár,Mauricio felesége,Patty legjobb barátnője”
- Gabriel Coronel – Mauricio Blanco„Carmen és Manuel fia,Miranda férje”
- Ana Layevska – Patricia "Patty" Milano„tanár,Miranda barátnője”
- Gonzalo García Vivanco – Juan Pablo "JP" Reyes / Daniel Arámbula / Gael Sánchez
- Maritza Bustamante – Ana Conde
- Daniela Navarro – Olivia Kloster
- Mercedes Molto – Benita "Jefa" Mendoza
- Sandra Destenave – Carmen de Blanco
- Carlos Ferro – Santiago Madrazo
- Jorge Consejo – Gilberto Verdugo
- Orlando Fundichely – Orlando Aragón
- Dad Dager – Clementina "La Nena"
- Jeanette Lehr – Teresa Vargas
- Héctor Fuentes – Armando Madrazo
- Cristian de la Campa – Joaquin Rivera
- Rubén Morales – Ricardo Gómez
- Yadira Santana – Guadalupe "Lupe" Guzmán
- Renato Rossini – Manuel Blanco
- Jimmy Bernal – Andrés Maximo
- Carmen Olivares – Soledad Cruz
- Modesto Lacen – Bertrand Dupont
- Jezabel Montero – Mrs. Aragón
- RJ Coleman – Robert "Bob/Gringo" McDowell
- Kevin Aponte – Alejandro "Ale" Portillo
- Danilo Carrera – Leonardo Maximo "DJ Max"
- Jonathan Freudman – Diego Barón
- Ana Carolina Grajales – Sofía Blanco
- Alex Hernandez – Sebastián Aragón
- Yrahid Leylanni – Yesenia Rivera
- Jesús Licciardelo – Oliver Torres
- Isaac Reyes – Billy
- Ana Lorena Sánchez – Elizabeth Gómez
- Cristina Mason – Nora Guzmán
- Alma Matrecito – Viviana Mera "VV"
- Andy Pérez – Cassius Dupont
- Oscar Priego – Gonzalo Mendoza
- Alan Rodriguez – Rodrigo Aragón
- Nicole Apolonio – Emily

### Mellékszereplők
- Luke Grande – Pérez nyomozó
- Jose Alberto Torres – Zaldivar
- Mildred Quiroz – Olga Quintana
- Cesar Lacosta – Miguel Gonzalez
- Jesus Dominguez – Oswaldo Rosales
- Carlos Fontané – Oswaldo apja
- Eduardo Ibarrola – Jaime Olivares
- Juan Felipe Rangel – Ignacio Cabezas
- Natalia Barreto – Laura Olivares
- Osvaldo Strongoli – Maldonado nyomozó
- Dennis Mencia – El Gato
- Victor Corona- Pedro Guzmán
- Hely Ferrigny – Pedro Cortes
- Esteban Villareal
- Vivian Mendez
- Mirta Renee – Gia Moretti
- Lily Rentería – Corina
- Alexander Torres – Javier
- Isaniel Rojas – Emil Rojas "El Indio"
- Anabel Leal – Loudres de Portillo
- Reinaldo Cruz – Mario Portillo
- Emily Álvarado
- Juan Carlos Vivas – Hector Barón
- Saidee Collado – Marta Olivares
- Carlos Augusto Maldonado – Augusto Mitaran
- Leslie Stewart – Ivana Shapiro
- Victor Corona – Pedro Guzmán
- Ariel Texido – Víctor Andrade
- Dayana Garroz – Julia Madrazo
- Francisco Porras – Cuauhtémoc Sánchez

## Díjak
A Relaciones Peligrosas a Miami Life Awards díjátadón 3 díjat nyert.
1. Legjobb színész: Gabriel Coronel
2. Legjobb felbukkanó színész: Danilo Carrera
3. Legjobb felbukkanó színésznő: Yrahid Leylanni

## Nemzetközi sugárzás
- Amerikai Egyesült Államok – Relaciones Peligrosas – Telemundo
- Puerto Rico – Relaciones Peligrosas – Telemundo Puerto Rico
- Kolumbia – Caracol TV
- Ecuador – Relaciones Peligrosas – Ecuavisa
- Honduras – Relaciones Peligrosas – HTV- Honduras Television
- Panama – Relaciones Peligrosas – TVN Panama
- Venezuela – Relaciones Peligrosas – Televen
- Románia – Legaturi Riscante (Lazos de riesgo) – Acasǎ TV
- Chile – Relaciones Peligrosas – MEGA
- Costa Rica – Relaciones Peligrosas – Teletica
- Szaúd-Arábia – خطر الحب – MBC 1

## Fordítás
- Ez a szócikk részben vagy egészben  a   Relaciones Peligrosas című angol Wikipédia-szócikk fordításán alapul.  Az eredeti cikk szerkesztőit annak laptörténete sorolja fel. Ez a jelzés csupán a megfogalmazás eredetét és a szerzői jogokat jelzi, nem szolgál a cikkben szereplő információk forrásmegjelöléseként.